# NGC 6983
NGC 6983 est une galaxie spirale située dans la constellation du Microscope. Sa vitesse par rapport au fond diffus cosmologique est de 4 878 ± 38 km/s, ce qui correspond à une distance de Hubble de 72,0 ± 5,1 Mpc (∼235 millions d'al). NGC 6983 a été découverte par l'astronome britannique John Herschel en 1836. 
La classe de luminosité de NGC 6983 est I-II. Cette galaxie renferme également des régions d'hydrogène ionisé,.